# ヒットチャート
ヒットチャートとは主に音楽市場で用いられるレコード・CD・音楽配信などの売上や音楽ストリーミングサービスでの再生数による順位表である。音楽のほかに映画、テレビ番組、書籍などで用いられる場合もあるが、国内外において音楽で用いられることが多い。

## 概要
主に世界各国の音楽シーンにおいて、歌手、バンド、ユニットまた楽曲などの評価・格付けを客観的かつ相対的に行うとともに、世間におけるいわゆる流行や人気を測るものとして用いられる。日本ではオリコンチャートやビルボードチャートなどが権威あるチャートとして挙げられるが、各CDショップやレンタルCDショップ・さらにテレビやラジオ番組も独自に集計してランキングを作成しており、それらも広義の「ヒットチャート」である。
多様化する音楽のヒットを捉えるためには、複数の指標を組み合わせた複合型チャートが用いられる。米Billboard Hot 100は1958年の開始当初からジュークボックスでの再生数、ラジオでの放送回数、アナログレコードの売上が合算された複合チャートであった。1978年から1989年まで放送された日本の音楽番組「ザ・ベストテン」では、レコード売上、視聴者からのハガキ、有線放送回数、ラジオのリクエスト数などを考慮して順位が決められた。
その後1980年代末からはCDが爆発的に普及したことで、CDの売上枚数＝ヒットチャートの常道である時代が長く続いた。2000年代後半以降、音楽消費がデジタルに移行しCD不況となったことで、単一チャートでは音楽市場を正しく把握することが難しくなり、複合型チャートの価値が見直されるようになった。2008年にはBillboard Japan Hot 100の公表が開始されたほか、オリコンも2010年代後半に"合算ランキング"の公表を開始した。
ストリーミングサービスの普及により、音楽は国境を超えて瞬時に共有されるようになった。これを受けて、米ビルボードは音楽市場のグローバル化に対応するため、2020年9月にBillboard Global 200チャートを開始した。このチャートは、世界200以上の国と地域のストリーミングデータとデジタル販売データを集計しており、世界規模での音楽消費を包括的に捉えることが期待されている。

## 影響力の強いヒットチャート
世界各国ではヒットチャートを専門に調査する企業や団体が存在し、それらが社会的に大きな影響を及ぼすものもある。例えば日本ではオリコンリサーチが調査した各ジャンルのランキングや近年では、ビルボードジャパンの音楽チャートがテレビ番組やネットメディア、雑誌等で紹介されることが多く、これらが日本で最も権威あるヒットチャート作成企業としてあげられる。

### 各国・地域における主な音楽ヒットチャート

#### アジア
- 日本 
  - オリコンが発表する「オリコンチャート」
  - ビルボード・ジャパンが発表する「Billboard Japan Hot 100」や「Hot Albums」
  - J-WAVEが発表する「TOKIO HOT 100」
  - 日本の音楽チャートも参照のこと。

- 韓国 
  - 韓国音楽コンテンツ産業協会が運営する「サークルチャート」。
  - 「HANTEO」
- 香港 
  - 香港電台
- ベトナム 
  - ビルボード・ベトナム（英語版）が発表する「Billboard Vietnam Hot 100」（英語版）
- イスラエル 
  - メディア・フォレストが集計するチャート。
- レバノン 
  - 「公式レバノン・トップ20」

#### ヨーロッパ
- アイスランド 
  - 「トーンリスト」
- アイルランド 
  - アイルランド・レコード音楽協会が集計・運営するチャート。
- イギリス 
  - オフィシャル・チャーツ・カンパニーが作成する「全英シングルチャート」、「全英アルバムチャート」、スコットランドの音楽チャートなど。
  - イギリスの音楽チャートも参照のこと
- イタリア 
  - イタリア音楽産業協会が提供するチャート。
- オーストリア 
  - 「エードライ・アオストリア・トップ40」
- オランダ 
  - メハ・トップ50 - メハカフツが集計・発表するシングル・チャート。
  - ネーダラントス・トップ40 - 売上と放送回数に基づいたシングル・チャート。
  - オランダの音楽チャートも参照のこと。
- ギリシャ 
  - IFPIギリシャが集計・発表するチャート
- クロアチア 
  - クロアチア国営放送が集計・発表する「クロアチア・ラジオ放送チャート」。
- スイス 
  - 「シュヴァイツァー・ヒットパラーデ」
- スウェーデン 
  - スウェーデン・レコード産業協会が集計する「スヴァリイェトプリストン」。
- スペイン 
  - プロムシカエが集計・発表するチャート
- スロバキア 
  - IFPIのチェコ支部が発表する「ラディオ・トップ100オフィツィアルナ」。
- チェコ 
  - IFPIのチェコ支部が発表する「ラディオ・トップ100オフィツィアルニ」。
- デンマーク 
  - ニールセンが集計を行う「トラックリステン」。
- ドイツ 
  - メーディア・コントロールが集計・発表するチャート
- トルコ 
  - トルコの音楽チャートを参照のこと。
- ノルウェー 
  - 『ヴェルデンス・ガング』紙が発表する「ヴェーゲー・リスタ」。
- ハンガリー 
  - マハーズが管理するチャート
- フィンランド 
  - IFPI のフィンランド支部が作成する「スオメン・ヴィラリネン・リスタ」。
- フランス 
  - 全国音楽出版組合が集計するチャート。
- ベルギー 
  - ウルトラトップが集計・発表するチャート。フランデレン地域の「ウルトラトップ50」と、ワロン地域の「ウルトラトップ40」がある。
- ポーランド 
  - ポーランドの音楽チャートを参照のこと。
- ポルトガル 
  - ポルトガル音楽協会がテレビ番組 "Top +" で紹介するチャート。
- ルーマニア 
  - 「ロマニアン・トップ100」
- ロシア 
  - ロシアの音楽チャートを参照のこと。

#### アフリカ
- 南アフリカ共和国 
  - メディアガイドが集計・発表するチャート。

#### 北アメリカ
- アメリカ合衆国 
  - 『ビルボード』が発表する「Billboard Hot 100」「Billboard 200」など。
  - 『ラジオ&レコーズ』が集計・発表するチャート
  - アメリカ合衆国の音楽チャートも参照のこと。
- カナダ 
  - 『ビルボード』が発表する「Canadian Hot 100」。
- ホンジュラス 
  - Fuzion magazine が集計し El Tiempo 紙が発表する「ホンジュラス・トップ50」。
- メキシコ 
  - メキシコ音楽映像事業者協会が発表する「トップ100メヒコ」。
  - モニトール・ラティーノが発表するチャート。
  - メキシコの音楽チャートも参照のこと。

#### 南アメリカ
- アルゼンチン 
  - ビルボード・アルゼンチン（英語版）が発表する「Argentina Hot 100」（英語版）
  - アルゼンチン音楽映像事業者会議所が集計・発表するアルバム・チャート。
- コロンビア 
  - ナショナル・リポルトが集計・発表するチャート。
- ブラジル 
  - 『ビゥボアルヂ・ブラジル』誌が集計・発表するチャート。
- ベネズエラ 
  - 「レコルド・リポルト」。

#### オセアニア
- オーストラリア 
  - オーストラリアレコード産業協会が発表する「ARIAチャート」。
- ニュージーランド 
  - ニュージーランド・レコード産業協会が発表する「New Zealand Top 40」などのチャート。

#### インターネット
- Spotify
- Apple Music
- iTunes Store
- レコチョク